# Улица Карла Маркса (Калуга)
Улица Карла Маркса — улица в исторической части Калуги, проходит от улицы Пушкина в сторону русла реки Ока. Одна из границ Центрального городского парка культуры и отдыха. Протяжённость улицы около 360 м.

## История
Прошла по восточному берегу Березуйского оврага, первоначально служившего границей города. После окончания в 1780 году строительства каменного моста, местность за оврагом стала интенсивно застраиваться.
Обустроена как липовая аллея в начале XIX века при губернаторе П. Н. Каверине
Историческое название — Малый бульвар, Золотая аллея.
В 1785 году архитектором, автором генерального плана застройки Калуги, П. Р. Никитиным у начала улицы был возведён памятный обелиск, первоначально на нём были установлены гербы всех двенадцати городов Калужского наместничества с указанием расстояния до каждого из них от губернского центра.
С установлением советской власти улица получила имя крупнейшего деятеля мирового коммунистического движения Карла Маркса (1818—1883).
В 1848—1850 годах на улице возведено здание Дворянского собрания. Здесь проводились все крупные и важные собрания калужского дворянства, постоянно проводились балы, маскарады, концерты и вечера. В 1917 году здание было передано профсоюзным организациям и стало Дворцом Труда. Восстановленное после пожара 1918 году стало использовалось для проведения губернских съездов профсоюзов рабочих и служащих. В сентябре 1935 годы в зале Дворца Труда прощались с К. Э. Циолковским. С 1936 года в здании работал Дворец пионеров, была налажена культурная работа, функционировали кружки.
В 1972 году у Дворца пионеров (д. 1) установили памятник пионерскому движению, долгие годы здесь торжественно принимали в пионеры школьников города. Памятник ныне нуждается в капитальном ремонте.
30 сентября 1999 года на обелиске у Каменного моста открыли мемориальную доску П. Р. Никитину, а в ноябре того же года открыт Памятник жертвам политических репрессий.
На улице поставили специальное металлическое дерево для молодожёнов — вешать замок, а ключ выбрасывать в овраг, чтобы брак был крепче.
В 2024 году в бывшем доме гражданского губернатора (д. 6) планируется открыть филиал «Эрмитажа», соглашение о сотрудничестве Калужская область подписала ещё в 2015 году.

## Достопримечательности

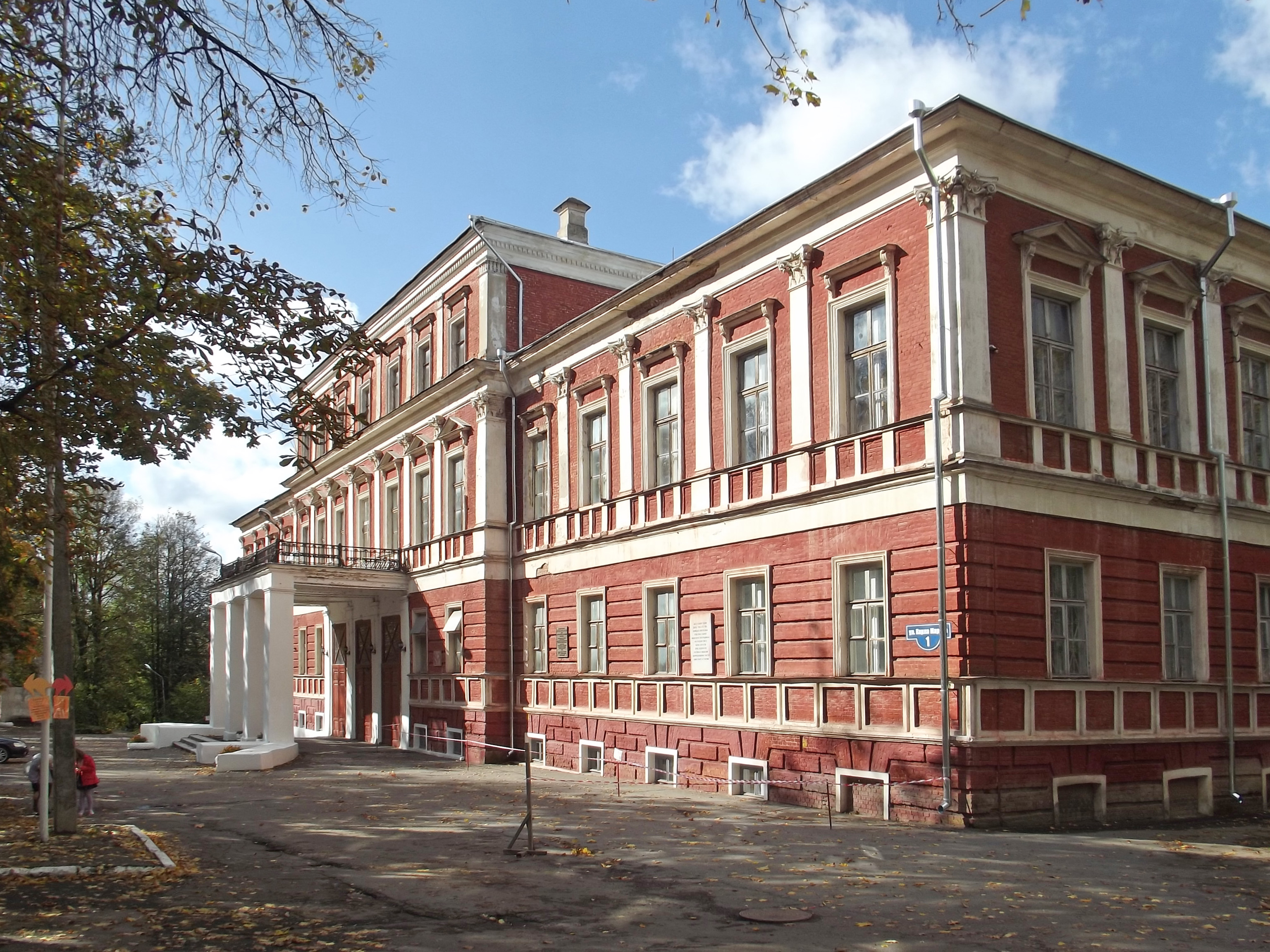
Здание Дворянского собрания

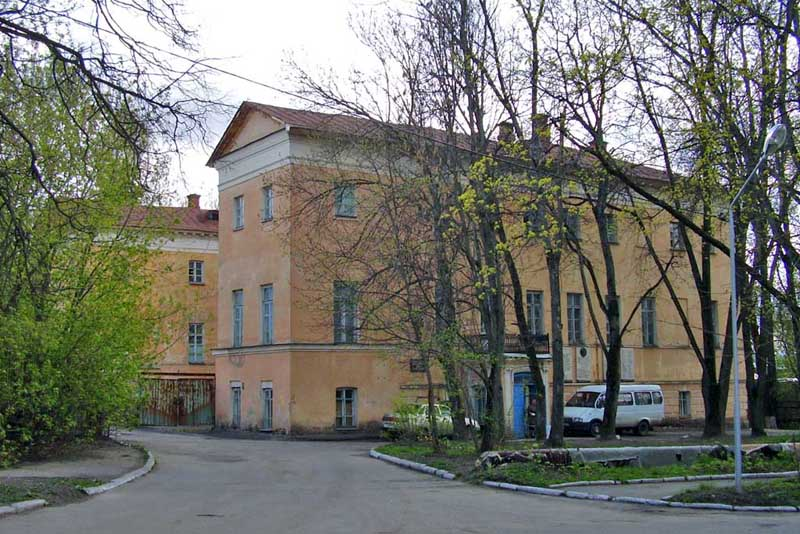
Дом гражданского губернатора

д. 1 — Дом дворянского собрания (1848—1850)
д. 4 — Здание управления Сызрано-Вяземской железной дороги (1895)
д. 6 — Дом гражданского губернатора (построен в 1811 г. И. Д. Ясныгиным по проекту А. Д. Захарова, перестроен в 1841 г. Н. Ф. Соколовым)
Обелиск в честь основания города.